# Copa Salta 2022
La edición 2022 de la Copa Salta fue la tercera temporada del campeonato de fútbol más importante existente en la Provincia de Salta, Argentina. La disputan los mejores 36 equipos de las 9 Ligas Regionales existentes en la provincia.

## Organización
Disputada en fases de eliminación directa a doble partido, uno de local y uno de visitante, los 36 equipos pertenecientes a cada una de las 9 Ligas Regionales se eliminaran en series teniendo en cuenta la cercanía geográfica, hasta obtener dos representantes en la Gran Final. La misma se disputará a partido único en sede neutral, en el estadio Padre Ernesto Martearena.
La organización del certamen estará a cargo del Gobierno de la Provincia de Salta, a través de la Secretaría de Deportes, y contará con el aval del Consejo Federal del Futbol Argentino. El ganador del certamen obtendrá el derecho a participar en el próximo Torneo Regional Federal Amateur, si es que aún no se ha clasificado; y en la Copa Norte del año 2023 ante el campeón de la Copa Jujuy.

## Equipos participantes
Liga Departamental de San Martín
| Equipo                                  | Ciudad          | Estadio                        | Aforo |
| --------------------------------------- | --------------- | ------------------------------ | ----- |
| Club Atlético Belgrano                  | General Mosconi |                                |       |
| Club Social y Deportivo Coronel Cornejo | Coronel Cornejo | Estadio de Alianza de Tartagal |       |
| Club Deportivo Unión Madereros          | General Mosconi | Estadio de Unión Madereros     | 2.500 |
| Club Sportivo Pocitos                   | Salvador Mazza  |                                |       |

Liga Regional del Bermejo
| Equipo                          | Ciudad      | Estadio                    | Aforo  |
| ------------------------------- | ----------- | -------------------------- | ------ |
| Club Deportivo Urundel          | Urundel     |                            |        |
| Club Gimnasia y Tiro de Orán    | Orán        | Estadio de Gimnasia y Tiro | 2. 000 |
| Club Deportivo Aviación         | Orán        |                            |        |
| Club Social y Deportivo Huracán | Embarcación |                            |        |

Liga Metanense
| Equipo                         | Ciudad      | Estadio                  | Aforo |
| ------------------------------ | ----------- | ------------------------ | ----- |
| Club Deportivo 8 de Septiembre | Río Piedras |                          |       |
| Club Deportivo Avellaneda      | Metán       | Estadio Raúl Pastor Moya | 3.000 |
| Club Deportivo Talleres        | Metán       | Estadio Raúl Pastor Moya | 3.000 |
| Club Hispano Metán             | Metán       | Estadio Raúl Pastor Moya | 3.000 |

Liga Anteña
| Equipo                         | Ciudad              | Estadio                                | Aforo |
| ------------------------------ | ------------------- | -------------------------------------- | ----- |
| Club Atlético Barrio Obrero    | Joaquín V. González | Estadio Profesor Emilio Manuel Zigaran | 1.800 |
| Club Dr. Joaquín V. González   | Joaquín V. González | Estadio Profesor Emilio Manuel Zigaran | 1.800 |
| Club Social y Deportivo Y.P.F. | Joaquín V. González | Estadio Profesor Emilio Manuel Zigaran | 1.800 |
| Las Lilas F.C.                 | Gaona               |                                        |       |

Liga Rosarina
| Equipo                                           | Ciudad                 | Estadio                                     | Aforo |
| ------------------------------------------------ | ---------------------- | ------------------------------------------- | ----- |
| Centro Social Cultural y Atlético General Güemes | Rosario de la Frontera | Estadio Municipal de Rosario de la Frontera | 3.500 |
| Club Atlético Normal Rosarino                    | Rosario de la Frontera | Estadio Municipal de Rosario de la Frontera | 3.500 |
| Asociación Social y Deportiva Hispano Argentino  | Rosario de la Frontera | Estadio Municipal de Rosario de la Frontera | 3.500 |
| Club Social y Cultural Atlético Vialidad         | Rosario de la Frontera | Estadio Municipal de Rosario de la Frontera | 3.500 |

Liga Calchaquí
| Equipo                                        | Ciudad   | Estadio               | Aforo |
| --------------------------------------------- | -------- | --------------------- | ----- |
| Club Sportivo Animana                         | Animana  |                       |       |
| Club Social y Cultural Michel Torino Hermanos | Cafayate | Estadio Michel Torino | 2.500 |
| Club Deportivo Transito Chacabuco             | Cafayate | Estadio Michel Torino | 2.500 |
| Club Juan Pablo II                            | Animana  |                       |       |

Liga del Valle de Lerma
| Equipo                         | Ciudad           | Estadio                               | Aforo |
| ------------------------------ | ---------------- | ------------------------------------- | ----- |
| Club Atlético Olimpia Oriental | Rosario de Lerma | Estadio Parque Florida - Zenón Torino | 1.000 |
| Club Deportivo La Merced       | La Merced        | Estadio Eduardo del Valle             | 800   |
| Club Juventud Unida            | Rosario de Lerma | Estadio Alberto Durand                | 800   |
| Club Atlético San Agustín      | San Agustín      | Estadio de San Agustín                | 500   |

Liga Güemense
| Equipo                     | Ciudad         | Estadio                    | Aforo |
| -------------------------- | -------------- | -------------------------- | ----- |
| Club Atlético Unión Güemes | General Güemes | Estadio Santa Rosa de Lina | 1.200 |
| Club Atlético Libertad     | Campo Santo    | Dr. Lucio Cornejo          | 2.000 |
| Joaquín Rueda              | General Güemes |                            |       |
| São Caetano Fútbol Club    | General Güemes | Estadio Santa Rosa de Lina | 1.200 |

Liga Salteña
| Equipo                               | Ciudad | Estadio                              | Aforo  |
| ------------------------------------ | ------ | ------------------------------------ | ------ |
| Club de Gimnasia y Tiro              | Salta  | Estadio El Gigante del Norte         | 25.000 |
| Club Camioneros Argentinos del Norte | Salta  | Estadio de la Liga Salteña de Futbol | 2.500  |
| Club Atlético Peñarol                | Salta  | Estadio de la Liga Salteña de Futbol | 2.500  |
| Club Deportivo Villa San Antonio     | Salta  | Estadio de la Liga Salteña de Futbol | 2.500  |

## Primera fase
Se divide a los 36 equipos en 4 zonas, teniendo en cuenta la cercanía geográfica. De esta manera, los equipos se eliminan en series a doble partido, hasta obtener 9 representantes en la Fase Final.

### Zona A
Liga del Bermejo Vs San Martín
|  |                     |                     |                    |                    |   |                   |                   |   |        |  |  |  | Clasifican a Fase Final |  |  |  |
|  |                     |                     |                    |                    |   |                   |                   |   |        |  |  |  |                         |  |  |  |
|  |                     |                     |                    |                    |   |                   |                   |   |        |  |  |  |                         |  |  |  |
|  | Deportivo Urundel   | Deportivo Urundel   | 2                  | 2                  |   |                   |                   |   |        |  |  |  |                         |  |  |  |
|  | Deportivo Urundel   | Deportivo Urundel   | 2                  | 2                  |   |                   |                   |   |        |  |  |  |                         |  |  |  |
|  | Belgrano (GM)       | Belgrano (GM)       | 2                  | 1                  |   |                   |                   |   |        |  |  |  |                         |  |  |  |
|  | Belgrano (GM)       | Belgrano (GM)       | 2                  | 1                  |   | Deportivo Urundel | Deportivo Urundel | 0 | 2 (0)  |  |  |  |                         |  |  |  |
|  |                     |                     |                    |                    |   | Deportivo Urundel | Deportivo Urundel | 0 | 2 (0)  |  |  |  |                         |  |  |  |
|  |                     |                     | Deportivo Aviación | Deportivo Aviación | 0 | 2 (3)             |                   |   |        |  |  |  |                         |  |  |  |
|  | Unión Madereros     | Unión Madereros     | Deportivo Aviación | Deportivo Aviación | 0 | 2 (3)             | 1                 | 0 |        |  |  |  |                         |  |  |  |
|  | Unión Madereros     | Unión Madereros     |                    |                    |   |                   |                   |   |        |  |  |  |                         |  |  |  |
|  | Deportivo Aviación  | Deportivo Aviación  | 2                  | 1                  |   |                   |                   |   |        |  |  |  |                         |  |  |  |
|  | Deportivo Aviación  | Deportivo Aviación  | 2                  | 1                  |   |                   |                   |   |        |  |  |  |                         |  |  |  |
|  |                     |                     |                    |                    |   |                   |                   |   |        |  |  |  |                         |  |  |  |
|  |                     |                     |                    |                    |   |                   |                   |   |        |  |  |  |                         |  |  |  |
|  | Gimnasia y Tiro (O) | Gimnasia y Tiro (O) | 0                  | 2                  |   |                   |                   |   |        |  |  |  |                         |  |  |  |
|  | Gimnasia y Tiro (O) | Gimnasia y Tiro (O) | 0                  | 2                  |   |                   |                   |   |        |  |  |  |                         |  |  |  |
|  | Sportivo Pocitos    | Sportivo Pocitos    | 2                  | 2                  |   |                   |                   |   |        |  |  |  |                         |  |  |  |
|  | Sportivo Pocitos    | Sportivo Pocitos    | 2                  | 2                  |   | Sportivo Pocitos  | Sportivo Pocitos  | 2 | 2 (12) |  |  |  |                         |  |  |  |
|  |                     |                     |                    |                    |   | Sportivo Pocitos  | Sportivo Pocitos  | 2 | 2 (12) |  |  |  |                         |  |  |  |
|  |                     |                     | Huracán            | Huracán            | 1 | 3 (11)            |                   |   |        |  |  |  |                         |  |  |  |
|  | Coronel Cornejo     | Coronel Cornejo     | Huracán            | Huracán            | 1 | 3 (11)            | 0                 | 0 |        |  |  |  |                         |  |  |  |
|  | Coronel Cornejo     | Coronel Cornejo     |                    |                    |   |                   |                   |   |        |  |  |  |                         |  |  |  |
|  | Huracán             | Huracán             | 0                  | 1                  |   |                   |                   |   |        |  |  |  |                         |  |  |  |
|  | Huracán             | Huracán             | 0                  | 1                  |   |                   |                   |   |        |  |  |  |                         |  |  |  |
|  |                     |                     |                    |                    |   |                   |                   |   |        |  |  |  |                         |  |  |  |

### Zona B
Liga Metanense - Liga Anteña - Liga Rosarina
|  |                   |                   |              |              |   |                   |                   |       |   |  |  |  | Clasifica a Fase Final |  |  |  |
|  |                   |                   |              |              |   |                   |                   |       |   |  |  |  |                        |  |  |  |
|  |                   |                   |              |              |   |                   |                   |       |   |  |  |  |                        |  |  |  |
|  | Las Lilas FC      | Las Lilas FC      | 0            | 1            |   |                   |                   |       |   |  |  |  |                        |  |  |  |
|  | Las Lilas FC      | Las Lilas FC      | 0            | 1            |   |                   |                   |       |   |  |  |  |                        |  |  |  |
|  | Hispano Argentino | Hispano Argentino | 1            | 1            |   |                   |                   |       |   |  |  |  |                        |  |  |  |
|  | Hispano Argentino | Hispano Argentino | 1            | 1            |   | Hispano Argentino | Hispano Argentino | 0     | 1 |  |  |  |                        |  |  |  |
|  |                   |                   |              |              |   | Hispano Argentino | Hispano Argentino | 0     | 1 |  |  |  |                        |  |  |  |
|  |                   |                   | Güemes (RdF) | Güemes (RdF) | 0 | 2                 |                   |       |   |  |  |  |                        |  |  |  |
|  | Hispano (Metán)   | Hispano (Metán)   | Güemes (RdF) | Güemes (RdF) | 0 | 2                 | 0                 | 2 (3) |   |  |  |  |                        |  |  |  |
|  | Hispano (Metán)   | Hispano (Metán)   |              |              |   |                   |                   |       |   |  |  |  |                        |  |  |  |
|  | Güemes (RdF)      | Güemes (RdF)      | 1            | 1 (4)        |   |                   |                   |       |   |  |  |  |                        |  |  |  |
|  | Güemes (RdF)      | Güemes (RdF)      | 1            | 1 (4)        |   |                   |                   |       |   |  |  |  |                        |  |  |  |
|  |                   |                   |              |              |   |                   |                   |       |   |  |  |  |                        |  |  |  |
|  |                   |                   |              |              |   |                   |                   |       |   |  |  |  |                        |  |  |  |
|  |                   |                   |              |              |   |                   |                   |       |   |  |  |  |                        |  |  |  |
|  |                   |                   |              |              |   |                   |                   |       |   |  |  |  |                        |  |  |  |
|  |                   |                   |              |              |   |                   |                   |       |   |  |  |  |                        |  |  |  |
|  |                   |                   |              |              |   |                   |                   |       |   |  |  |  |                        |  |  |  |
|  |                   |                   |              |              |   |                   |                   |       |   |  |  |  |                        |  |  |  |
|  |                   |                   |              |              |   |                   |                   |       |   |  |  |  |                        |  |  |  |
|  |                   |                   |              |              |   |                   |                   |       |   |  |  |  |                        |  |  |  |
|  |                   |                   |              |              |   |                   |                   |       |   |  |  |  |                        |  |  |  |
|  |                   |                   |              |              |   |                   |                   |       |   |  |  |  |                        |  |  |  |
|  |                   |                   |              |              |   |                   |                   |       |   |  |  |  |                        |  |  |  |
|  |                   |                   |              |              |   |                   |                   |       |   |  |  |  |                        |  |  |  |

|  |                    |                    |                    |                    |   |                 |                 |   |   |  |  |  | Clasifica a Fase Final |  |  |  |
|  |                    |                    |                    |                    |   |                 |                 |   |   |  |  |  |                        |  |  |  |
|  |                    |                    |                    |                    |   |                 |                 |   |   |  |  |  |                        |  |  |  |
|  | Deportivo Y.P.F    | Deportivo Y.P.F    | 1                  | 3                  |   |                 |                 |   |   |  |  |  |                        |  |  |  |
|  | Deportivo Y.P.F    | Deportivo Y.P.F    | 1                  | 3                  |   |                 |                 |   |   |  |  |  |                        |  |  |  |
|  | Atlético Vialidad  | Atlético Vialidad  | 0                  | 1                  |   |                 |                 |   |   |  |  |  |                        |  |  |  |
|  | Atlético Vialidad  | Atlético Vialidad  | 0                  | 1                  |   | Deportivo Y.P.F | Deportivo Y.P.F | 0 | 2 |  |  |  |                        |  |  |  |
|  |                    |                    |                    |                    |   | Deportivo Y.P.F | Deportivo Y.P.F | 0 | 2 |  |  |  |                        |  |  |  |
|  |                    |                    | Deportivo Talleres | Deportivo Talleres | 0 | 0               |                 |   |   |  |  |  |                        |  |  |  |
|  | Dr. J.V González   | Dr. J.V González   | Deportivo Talleres | Deportivo Talleres | 0 | 0               | 0               | 0 |   |  |  |  |                        |  |  |  |
|  | Dr. J.V González   | Dr. J.V González   |                    |                    |   |                 |                 |   |   |  |  |  |                        |  |  |  |
|  | Deportivo Talleres | Deportivo Talleres | 1                  | 3                  |   |                 |                 |   |   |  |  |  |                        |  |  |  |
|  | Deportivo Talleres | Deportivo Talleres | 1                  | 3                  |   |                 |                 |   |   |  |  |  |                        |  |  |  |
|  |                    |                    |                    |                    |   |                 |                 |   |   |  |  |  |                        |  |  |  |
|  |                    |                    |                    |                    |   |                 |                 |   |   |  |  |  |                        |  |  |  |
|  |                    |                    |                    |                    |   |                 |                 |   |   |  |  |  |                        |  |  |  |
|  |                    |                    |                    |                    |   |                 |                 |   |   |  |  |  |                        |  |  |  |
|  |                    |                    |                    |                    |   |                 |                 |   |   |  |  |  |                        |  |  |  |
|  |                    |                    |                    |                    |   |                 |                 |   |   |  |  |  |                        |  |  |  |
|  |                    |                    |                    |                    |   |                 |                 |   |   |  |  |  |                        |  |  |  |
|  |                    |                    |                    |                    |   |                 |                 |   |   |  |  |  |                        |  |  |  |
|  |                    |                    |                    |                    |   |                 |                 |   |   |  |  |  |                        |  |  |  |
|  |                    |                    |                    |                    |   |                 |                 |   |   |  |  |  |                        |  |  |  |
|  |                    |                    |                    |                    |   |                 |                 |   |   |  |  |  |                        |  |  |  |
|  |                    |                    |                    |                    |   |                 |                 |   |   |  |  |  |                        |  |  |  |
|  |                    |                    |                    |                    |   |                 |                 |   |   |  |  |  |                        |  |  |  |

|  |                      |                      |                 |                 |   |                      |                      |       |   |  |  |  | Clasifica a Fase Final |  |  |  |
|  |                      |                      |                 |                 |   |                      |                      |       |   |  |  |  |                        |  |  |  |
|  |                      |                      |                 |                 |   |                      |                      |       |   |  |  |  |                        |  |  |  |
|  | Deportivo Avellaneda | Deportivo Avellaneda | 2               | 2 (5)           |   |                      |                      |       |   |  |  |  |                        |  |  |  |
|  | Deportivo Avellaneda | Deportivo Avellaneda | 2               | 2 (5)           |   |                      |                      |       |   |  |  |  |                        |  |  |  |
|  | Barrio Obrero        | Barrio Obrero        | 0               | 4 (6)           |   |                      |                      |       |   |  |  |  |                        |  |  |  |
|  | Barrio Obrero        | Barrio Obrero        | 0               | 4 (6)           |   | Deportivo Avellaneda | Deportivo Avellaneda | 3     | 2 |  |  |  |                        |  |  |  |
|  |                      |                      |                 |                 |   | Deportivo Avellaneda | Deportivo Avellaneda | 3     | 2 |  |  |  |                        |  |  |  |
|  |                      |                      | 8 de Septiembre | 8 de Septiembre | 3 | 3                    |                      |       |   |  |  |  |                        |  |  |  |
|  | Normal Rosarino      | Normal Rosarino      | 8 de Septiembre | 8 de Septiembre | 3 | 3                    | 4                    | 0 (?) |   |  |  |  |                        |  |  |  |
|  | Normal Rosarino      | Normal Rosarino      |                 |                 |   |                      |                      |       |   |  |  |  |                        |  |  |  |
|  | 8 de Septiembre      | 8 de Septiembre      | 3               | 1 (?)           |   |                      |                      |       |   |  |  |  |                        |  |  |  |
|  | 8 de Septiembre      | 8 de Septiembre      | 3               | 1 (?)           |   |                      |                      |       |   |  |  |  |                        |  |  |  |
|  |                      |                      |                 |                 |   |                      |                      |       |   |  |  |  |                        |  |  |  |
|  |                      |                      |                 |                 |   |                      |                      |       |   |  |  |  |                        |  |  |  |
|  |                      |                      |                 |                 |   |                      |                      |       |   |  |  |  |                        |  |  |  |
|  |                      |                      |                 |                 |   |                      |                      |       |   |  |  |  |                        |  |  |  |
|  |                      |                      |                 |                 |   |                      |                      |       |   |  |  |  |                        |  |  |  |
|  |                      |                      |                 |                 |   |                      |                      |       |   |  |  |  |                        |  |  |  |
|  |                      |                      |                 |                 |   |                      |                      |       |   |  |  |  |                        |  |  |  |
|  |                      |                      |                 |                 |   |                      |                      |       |   |  |  |  |                        |  |  |  |
|  |                      |                      |                 |                 |   |                      |                      |       |   |  |  |  |                        |  |  |  |
|  |                      |                      |                 |                 |   |                      |                      |       |   |  |  |  |                        |  |  |  |
|  |                      |                      |                 |                 |   |                      |                      |       |   |  |  |  |                        |  |  |  |
|  |                      |                      |                 |                 |   |                      |                      |       |   |  |  |  |                        |  |  |  |
|  |                      |                      |                 |                 |   |                      |                      |       |   |  |  |  |                        |  |  |  |

### Zona C
Liga del Valle Vs Liga Calchaquí
|  |                      |                      |                     |                     |   |                      |                      |   |       |  |  |  | Clasifican a Fase Final |  |  |  |
|  |                      |                      |                     |                     |   |                      |                      |   |       |  |  |  |                         |  |  |  |
|  |                      |                      |                     |                     |   |                      |                      |   |       |  |  |  |                         |  |  |  |
|  | Michel Torino        | Michel Torino        | 1                   | 0                   |   |                      |                      |   |       |  |  |  |                         |  |  |  |
|  | Michel Torino        | Michel Torino        | 1                   | 0                   |   |                      |                      |   |       |  |  |  |                         |  |  |  |
|  | Olimpia Oriental     | Olimpia Oriental     | 1                   | 3                   |   |                      |                      |   |       |  |  |  |                         |  |  |  |
|  | Olimpia Oriental     | Olimpia Oriental     | 1                   | 3                   |   | Olimpia Oriental     | Olimpia Oriental     | 0 | 2     |  |  |  |                         |  |  |  |
|  |                      |                      |                     |                     |   | Olimpia Oriental     | Olimpia Oriental     | 0 | 2     |  |  |  |                         |  |  |  |
|  |                      |                      | Deportivo La Merced | Deportivo La Merced | 1 | 3                    |                      |   |       |  |  |  |                         |  |  |  |
|  | Juan Pablo II        | Juan Pablo II        | Deportivo La Merced | Deportivo La Merced | 1 | 3                    | 0                    | 0 |       |  |  |  |                         |  |  |  |
|  | Juan Pablo II        | Juan Pablo II        |                     |                     |   |                      |                      |   |       |  |  |  |                         |  |  |  |
|  | Deportivo La Merced  | Deportivo La Merced  | 1                   | 3                   |   |                      |                      |   |       |  |  |  |                         |  |  |  |
|  | Deportivo La Merced  | Deportivo La Merced  | 1                   | 3                   |   |                      |                      |   |       |  |  |  |                         |  |  |  |
|  |                      |                      |                     |                     |   |                      |                      |   |       |  |  |  |                         |  |  |  |
|  |                      |                      |                     |                     |   |                      |                      |   |       |  |  |  |                         |  |  |  |
|  | Juventud Unida (RdL) | Juventud Unida (RdL) | 4                   | 3                   |   |                      |                      |   |       |  |  |  |                         |  |  |  |
|  | Juventud Unida (RdL) | Juventud Unida (RdL) | 4                   | 3                   |   |                      |                      |   |       |  |  |  |                         |  |  |  |
|  | Tránsito Chacabuco   | Tránsito Chacabuco   | 0                   | 2                   |   |                      |                      |   |       |  |  |  |                         |  |  |  |
|  | Tránsito Chacabuco   | Tránsito Chacabuco   | 0                   | 2                   |   | Juventud Unida (RdL) | Juventud Unida (RdL) | 0 | 1 (5) |  |  |  |                         |  |  |  |
|  |                      |                      |                     |                     |   | Juventud Unida (RdL) | Juventud Unida (RdL) | 0 | 1 (5) |  |  |  |                         |  |  |  |
|  |                      |                      | San Agustín         | San Agustín         | 0 | 1 (4)                |                      |   |       |  |  |  |                         |  |  |  |
|  | San Agustín          | San Agustín          | San Agustín         | San Agustín         | 0 | 1 (4)                | 4                    | 2 |       |  |  |  |                         |  |  |  |
|  | San Agustín          | San Agustín          |                     |                     |   |                      |                      |   |       |  |  |  |                         |  |  |  |
|  | Sportivo Animana     | Sportivo Animana     | 0                   | 2                   |   |                      |                      |   |       |  |  |  |                         |  |  |  |
|  | Sportivo Animana     | Sportivo Animana     | 0                   | 2                   |   |                      |                      |   |       |  |  |  |                         |  |  |  |
|  |                      |                      |                     |                     |   |                      |                      |   |       |  |  |  |                         |  |  |  |

### Zona D
Liga Güemense Vs Liga Salteña 
|  |                     |                     |                 |                 |   |                     |                     |   |   |  |  |  | Clasifican a Fase Final |  |  |  |
|  |                     |                     |                 |                 |   |                     |                     |   |   |  |  |  |                         |  |  |  |
|  |                     |                     |                 |                 |   |                     |                     |   |   |  |  |  |                         |  |  |  |
|  | Libertad            | Libertad            | 0               | 0               |   |                     |                     |   |   |  |  |  |                         |  |  |  |
|  | Libertad            | Libertad            | 0               | 0               |   |                     |                     |   |   |  |  |  |                         |  |  |  |
|  | Cam. Arg. del Norte | Cam. Arg. del Norte | 3               | 5               |   |                     |                     |   |   |  |  |  |                         |  |  |  |
|  | Cam. Arg. del Norte | Cam. Arg. del Norte | 3               | 5               |   | Cam. Arg. del Norte | Cam. Arg. del Norte | 2 | 6 |  |  |  |                         |  |  |  |
|  |                     |                     |                 |                 |   | Cam. Arg. del Norte | Cam. Arg. del Norte | 2 | 6 |  |  |  |                         |  |  |  |
|  |                     |                     | Peñarol         | Peñarol         | 2 | 1                   |                     |   |   |  |  |  |                         |  |  |  |
|  | Peñarol             | Peñarol             | Peñarol         | Peñarol         | 2 | 1                   | 3                   | 2 |   |  |  |  |                         |  |  |  |
|  | Peñarol             | Peñarol             |                 |                 |   |                     |                     |   |   |  |  |  |                         |  |  |  |
|  | Unión Güemes        | Unión Güemes        | 0               | 1               |   |                     |                     |   |   |  |  |  |                         |  |  |  |
|  | Unión Güemes        | Unión Güemes        | 0               | 1               |   |                     |                     |   |   |  |  |  |                         |  |  |  |
|  |                     |                     |                 |                 |   |                     |                     |   |   |  |  |  |                         |  |  |  |
|  |                     |                     |                 |                 |   |                     |                     |   |   |  |  |  |                         |  |  |  |
|  | Villa San Antonio   | Villa San Antonio   | 8               | 0               |   |                     |                     |   |   |  |  |  |                         |  |  |  |
|  | Villa San Antonio   | Villa San Antonio   | 8               | 0               |   |                     |                     |   |   |  |  |  |                         |  |  |  |
|  | Joaquín Rueda       | Joaquín Rueda       | 0               | 1               |   |                     |                     |   |   |  |  |  |                         |  |  |  |
|  | Joaquín Rueda       | Joaquín Rueda       | 0               | 1               |   | Villa San Antonio   | Villa San Antonio   | 2 | 2 |  |  |  |                         |  |  |  |
|  |                     |                     |                 |                 |   | Villa San Antonio   | Villa San Antonio   | 2 | 2 |  |  |  |                         |  |  |  |
|  |                     |                     | Gimnasia y Tiro | Gimnasia y Tiro | 1 | 0                   |                     |   |   |  |  |  |                         |  |  |  |
|  | Gimnasia y Tiro     | Gimnasia y Tiro     | Gimnasia y Tiro | Gimnasia y Tiro | 1 | 0                   | 2                   | 1 |   |  |  |  |                         |  |  |  |
|  | Gimnasia y Tiro     | Gimnasia y Tiro     |                 |                 |   |                     |                     |   |   |  |  |  |                         |  |  |  |
|  | São Caetano         | São Caetano         | 0               | 1               |   |                     |                     |   |   |  |  |  |                         |  |  |  |
|  | São Caetano         | São Caetano         | 0               | 1               |   |                     |                     |   |   |  |  |  |                         |  |  |  |
|  |                     |                     |                 |                 |   |                     |                     |   |   |  |  |  |                         |  |  |  |

## Fase final
Para obtener una eliminatoria par, se decide realizar una serie previa a partido único, cuyos participantes son determinados mediante un sorteo entre los 9 clasificados. Finalmente, fueron sorteados Villa San Antonio y Güemes de Rosario de la Frontera.
Clasificados
- Deportivo Aviación (Liga Regional de Fútbol del Bermejo)
- Sportivo Pocitos (Liga Departamental de Fútbol de Gral. San Martín)
- Güemes (Liga de Fútbol de Rosario de la Frontera)
- Deportivo Y.P.F (Liga Anteña de Fútbol)
- 8 de Septiembre (Liga Metanense de Fútbol)
- Deportivo La Merced (Liga de fútbol del Valle de Lerma)
- Juventud Unida (Liga de fútbol del Valle de Lerma)
- Camioneros Argentinos del Norte (Liga Salteña de Fútbol)
- Villa San Antonio (Liga Salteña de Fútbol)

|  | Eliminación previa 23/06/2022 | Eliminación previa 23/06/2022 | Eliminación previa 23/06/2022 |                     |                   |                   |   |                     |                     |   |   |  |  |                   |                   |   |  | 05/08/2022 Estadio Padre Ernesto Martearena | 05/08/2022 Estadio Padre Ernesto Martearena | 05/08/2022 Estadio Padre Ernesto Martearena |  |
|  |                               |                               |                               |                     |                   |                   |   |                     |                     |   |   |  |  |                   |                   |   |  |                                             |                                             |                                             |  |
|  |                               |                               |                               |                     |                   |                   |   |                     |                     |   |   |  |  |                   |                   |   |  |                                             |                                             |                                             |  |
|  | Villa San Antonio             | Villa San Antonio             | 5                             |                     |                   |                   |   |                     |                     |   |   |  |  |                   |                   |   |  |                                             |                                             |                                             |  |
|  | Villa San Antonio             | Villa San Antonio             | 5                             |                     |                   |                   |   |                     |                     |   |   |  |  |                   |                   |   |  |                                             |                                             |                                             |  |
|  | Güemes                        | Güemes                        | 4                             |                     |                   |                   |   |                     |                     |   |   |  |  |                   |                   |   |  |                                             |                                             |                                             |  |
|  | Güemes                        | Güemes                        | 4                             |                     | Villa San Antonio | Villa San Antonio | 1 | 1                   |                     |   |   |  |  |                   |                   |   |  |                                             |                                             |                                             |  |
|  |                               |                               |                               |                     | Villa San Antonio | Villa San Antonio | 1 | 1                   |                     |   |   |  |  |                   |                   |   |  |                                             |                                             |                                             |  |
|  |                               |                               | Sportivo Pocitos              | Sportivo Pocitos    | 1                 | 0                 |   |                     |                     |   |   |  |  |                   |                   |   |  |                                             |                                             |                                             |  |
|  |                               |                               | Sportivo Pocitos              | Sportivo Pocitos    | 1                 | 0                 |   |                     |                     |   |   |  |  |                   |                   |   |  |                                             |                                             |                                             |  |
|  |                               |                               |                               |                     |                   |                   |   |                     |                     |   |   |  |  |                   |                   |   |  |                                             |                                             |                                             |  |
|  |                               |                               |                               |                     |                   |                   |   |                     |                     |   |   |  |  |                   |                   |   |  |                                             |                                             |                                             |  |
|  |                               |                               |                               |                     |                   |                   |   | Villa San Antonio   | Villa San Antonio   | 1 | 3 |  |  |                   |                   |   |  |                                             |                                             |                                             |  |
|  |                               |                               |                               |                     |                   |                   |   |                     |                     | 1 | 3 |  |  |                   |                   |   |  |                                             |                                             |                                             |  |
|  |                               |                               | Deportivo La Merced           | Deportivo La Merced | 1                 | 1                 |   |                     |                     |   |   |  |  |                   |                   |   |  |                                             |                                             |                                             |  |
|  |                               |                               | Deportivo La Merced           | Deportivo La Merced | 1                 | 1                 |   |                     |                     |   |   |  |  |                   |                   |   |  |                                             |                                             |                                             |  |
|  |                               |                               |                               |                     |                   |                   |   |                     |                     |   |   |  |  |                   |                   |   |  |                                             |                                             |                                             |  |
|  |                               |                               |                               |                     |                   |                   |   |                     |                     |   |   |  |  |                   |                   |   |  |                                             |                                             |                                             |  |
|  |                               | Deportivo Aviación            | Deportivo Aviación            | 1                   | 0                 |                   |   |                     |                     |   |   |  |  |                   |                   |   |  |                                             |                                             |                                             |  |
|  |                               |                               |                               | 1                   | 0                 |                   |   |                     |                     |   |   |  |  |                   |                   |   |  |                                             |                                             |                                             |  |
|  |                               |                               | Deportivo La Merced           | Deportivo La Merced | 1                 | 5                 |   |                     |                     |   |   |  |  |                   |                   |   |  |                                             |                                             |                                             |  |
|  |                               |                               | Deportivo La Merced           | Deportivo La Merced | 1                 | 5                 |   |                     |                     |   |   |  |  |                   |                   |   |  |                                             |                                             |                                             |  |
|  |                               |                               |                               |                     |                   |                   |   |                     |                     |   |   |  |  |                   |                   |   |  |                                             |                                             |                                             |  |
|  |                               |                               |                               |                     |                   |                   |   |                     |                     |   |   |  |  |                   |                   |   |  |                                             |                                             |                                             |  |
|  |                               |                               |                               |                     |                   |                   |   |                     |                     |   |   |  |  | Villa San Antonio | Villa San Antonio | 3 |  |                                             |                                             |                                             |  |
|  |                               |                               |                               |                     |                   |                   |   |                     |                     |   |   |  |  |                   |                   | 3 |  |                                             |                                             |                                             |  |
|  |                               |                               | Cam. Arg. del Norte           | Cam. Arg. del Norte | 1                 |                   |   |                     |                     |   |   |  |  |                   |                   |   |  |                                             |                                             |                                             |  |
|  |                               |                               | Cam. Arg. del Norte           | Cam. Arg. del Norte | 1                 |                   |   |                     |                     |   |   |  |  |                   |                   |   |  |                                             |                                             |                                             |  |
|  |                               |                               |                               |                     |                   |                   |   |                     |                     |   |   |  |  |                   |                   |   |  |                                             |                                             |                                             |  |
|  |                               |                               |                               |                     |                   |                   |   |                     |                     |   |   |  |  |                   |                   |   |  |                                             |                                             |                                             |  |
|  |                               | Cam. Arg. del Norte           | Cam. Arg. del Norte           | 3                   | 4                 |                   |   |                     |                     |   |   |  |  |                   |                   |   |  |                                             |                                             |                                             |  |
|  |                               |                               |                               | 3                   | 4                 |                   |   |                     |                     |   |   |  |  |                   |                   |   |  |                                             |                                             |                                             |  |
|  |                               |                               | Juventud Unida                | Juventud Unida      | 3                 | 1                 |   |                     |                     |   |   |  |  |                   |                   |   |  |                                             |                                             |                                             |  |
|  |                               |                               | Juventud Unida                | Juventud Unida      | 3                 | 1                 |   |                     |                     |   |   |  |  |                   |                   |   |  |                                             |                                             |                                             |  |
|  |                               |                               |                               |                     |                   |                   |   |                     |                     |   |   |  |  |                   |                   |   |  |                                             |                                             |                                             |  |
|  |                               |                               |                               |                     |                   |                   |   |                     |                     |   |   |  |  |                   |                   |   |  |                                             |                                             |                                             |  |
|  |                               |                               |                               |                     |                   |                   |   | Cam. Arg. del Norte | Cam. Arg. del Norte | 1 | 2 |  |  |                   |                   |   |  |                                             |                                             |                                             |  |
|  |                               |                               |                               |                     |                   |                   |   |                     |                     | 1 | 2 |  |  |                   |                   |   |  |                                             |                                             |                                             |  |
|  |                               |                               | Deportivo Y.P.F.              | Deportivo Y.P.F.    | 2                 | 0                 |   |                     |                     |   |   |  |  |                   |                   |   |  |                                             |                                             |                                             |  |
|  |                               |                               | Deportivo Y.P.F.              | Deportivo Y.P.F.    | 2                 | 0                 |   |                     |                     |   |   |  |  |                   |                   |   |  |                                             |                                             |                                             |  |
|  |                               |                               |                               |                     |                   |                   |   |                     |                     |   |   |  |  |                   |                   |   |  |                                             |                                             |                                             |  |
|  |                               |                               |                               |                     |                   |                   |   |                     |                     |   |   |  |  |                   |                   |   |  |                                             |                                             |                                             |  |
|  |                               | 8 de Septiembre               | 8 de Septiembre               | 1                   | 1 (3)             |                   |   |                     |                     |   |   |  |  |                   |                   |   |  |                                             |                                             |                                             |  |
|  |                               |                               |                               | 1                   | 1 (3)             |                   |   |                     |                     |   |   |  |  |                   |                   |   |  |                                             |                                             |                                             |  |
|  |                               |                               | Deportivo Y.P.F               | Deportivo Y.P.F     | 1                 | 1 (4)             |   |                     |                     |   |   |  |  |                   |                   |   |  |                                             |                                             |                                             |  |
|  |                               |                               | Deportivo Y.P.F               | Deportivo Y.P.F     | 1                 | 1 (4)             |   |                     |                     |   |   |  |  |                   |                   |   |  |                                             |                                             |                                             |  |
|  |                               |                               |                               |                     |                   |                   |   |                     |                     |   |   |  |  |                   |                   |   |  |                                             |                                             |                                             |  |
|  |                               |                               |                               |                     |                   |                   |   |                     |                     |   |   |  |  |                   |                   |   |  |                                             |                                             |                                             |  |
|  |                               |                               |                               |                     |                   |                   |   |                     |                     |   |   |  |  |                   |                   |   |  |                                             |                                             |                                             |  |
|  |                               |                               |                               |                     |                   |                   |   |                     |                     |   |   |  |  |                   |                   |   |  |                                             |                                             |                                             |  |

| Campeón |

| Predecesor: Copa Salta 2021 | III Copa Salta Campeón: Villa San Antonio | Sucesor: Copa Salta 2023 |